# 우에스기 가쓰요시 (1792년)
우에스기 가쓰요시(일본어: 上杉勝義, 1792년 10월 18일 ~ 1858년 9월 6일)는 일본 에도 시대의 다이묘로, 요네자와 신덴 번의 4대 번주이다. 관위는 종5위하, 스루가노카미이다.
간세이 4년(1792년), 요네자와번주 우에스기 시게사다의 맏아들인 우에스기 가쓰히로의 넷째 아들로 태어났다. 분카 12년(1815년) 6월 21일에 요네자와 신덴 번의 3대 번주 우에스기 가쓰사다의 양자가 되었고, 그해 11월 9일에 가문을 계승하였다. 덴포 13년(1842년), 양자 우에스기 가쓰미치에게 번주직을 물려주고 은거하였다. 안세이 5년(1858년)에 67세의 나이로 사망하였다.
| 전임 우에스기 가쓰사다 | 제4대 요네자와 신덴 번 번주 1815년 ~ 1842년 | 후임 우에스기 가쓰미치 |